# Teodora Raoulaina
Teodora Palaiologina Kantakouzene Raoulaina (Θεοδώρα Παλαιολογίνα Καντακουζηνή Ραούλαινα) (o. 1240. – 1300.) bila je grčka plemkinja iz dinastije Paleolog, koja je vladala Bizantom.
Bila je kći plemića Ivana Kantakuzina i njegove supruge Irene Paleolog te sestra Marije i šogorica Aleksija Philesa.
1256. Teodora se udala za plemića Georgija Mouzalona. Brak je dogovorio car Teodor II. Laskaris. Nakon smrti cara Teodora, Georgije je ubijen, a iza ubojstva je stajao Teodorin ujak Mihael, koji je poslije postao car.
1261. Teodora se udala za Ivana Raoula Petraliphasa, koji je bio protovestiarios. Bili su roditelji Irene i Ane.
Nakon Ivanove je smrti Teodora postala redovnica, ali je baš tada postala poznata diljem Bizanta jer su se ona i njezina majka javno sukobile s carem Mihaelom, zbog čega je Irena pobjegla u Bugarsku k Mariji, svojoj kćeri.
Sin cara Mihaela, Andronik II. Paleolog, bio je blaži prema Teodori te je ona postala "duhovna kći" patrijarha Grgura II. od Carigrada.